# Сви северни градови
Сви северни градови је српски филм из 2016. године у режији и по сценарију Данета Комљена.
Филм је своју светску премијеру имао 5. августа 2016. године на Филмском фестивалу у Локарну у Швајцарској, док је премијеру у Србији имао 1. децембра 2016. године на Фестивалу ауторског филма у Београду.

## Радња
Борис и Бобан након лета током кога су камповали на морској обали одлучују да неодређено дуго остану у напуштеном хотелском комплексу.
Зима на обали мора. Напуштени бунгалови, залутали пси и магарци, труло воће и једна соба са подигнутим плавим шатором унутра.
два мушкарца, Борис (46) и Бобан (28), плутају кроз све то, у односу који нема имена. Утабани ритам њихове свакодневице бива промењен када Дане (27) случајно наиђе на исти напуштени комплекс и насели се у једну од коцки.
Са Данетовим доласком, село које окружује комплекс, али и само снимање филма улази у оквир слике. Гестови се увежбавају и понављају. Екипа филма дели простор са Бобаном, Борисом и Данетом  и филм долази до тачке у којој би могао бити направљен од било чега, било ког тренутка, било какве слике.  
Њих тројица бивају приморани да преиспитају крхку равнотежу свог међустања, и сваки од њих остаје у сопственој самоћи, где исцрпљена окрутност према другоме прераста у очај

## Улоге
| Глумац         | Улога |
| -------------- | ----- |
| Бобан Калуђер  |       |
| Борис Исаковић |       |
| Дане Комљен    |       |